# 伊萬尼夫卡 (瓦西里基夫卡市鎮)
48°13′24″N 35°57′48″E / 48.22333°N 35.96333°E
伊萬尼夫卡（羅馬化：Ivanivka）是位於烏克蘭中部的村莊，由第聶伯羅彼得羅夫斯克州裡錫內利尼科韋區的瓦西利基夫卡市鎮負責管轄。該村分別距離烏利亞尼夫卡0.5公里和舍夫亞基內3公里，2001年人口数为137人。